# ダイナミックブライトネス制御
ダイナミックブライトネス制御（ダイナミックブライトネスせいぎょ）とは映像の輝度の高さに応じて輝度のピークレベルを変えて表示する機能である。

## 概要
画素単位で発光量を調節できる自発光ディスプレイに特有の特徴で暗闇の中での強い輝きや白い布の中での質感の再現等、黒つぶれや白飛びを抑えて映像の表現力を最大限に引き出すことができる。
また、バックライトで明るさを制御する液晶テレビは白の表示面積に比例して画面が明るくなるため全白時にどうしても画面が明るくなりすぎる傾向があるが、ダイナミックブライトネス制御では白面積が一定以上になっても全体の輝度を変えないような制御ができるためまぶしさを抑えて目が疲れにくいとされている。